# Генрих Борвин III

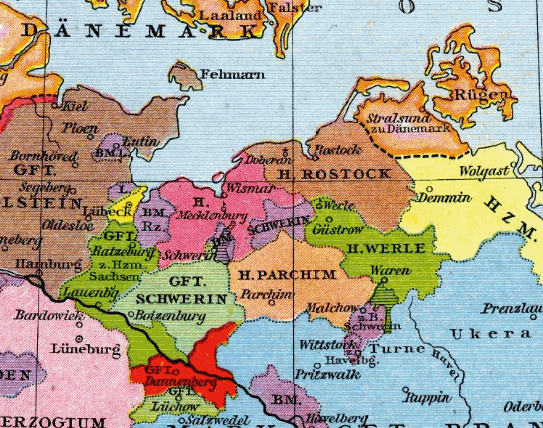
Мекленбургские княжества в 1230 г.

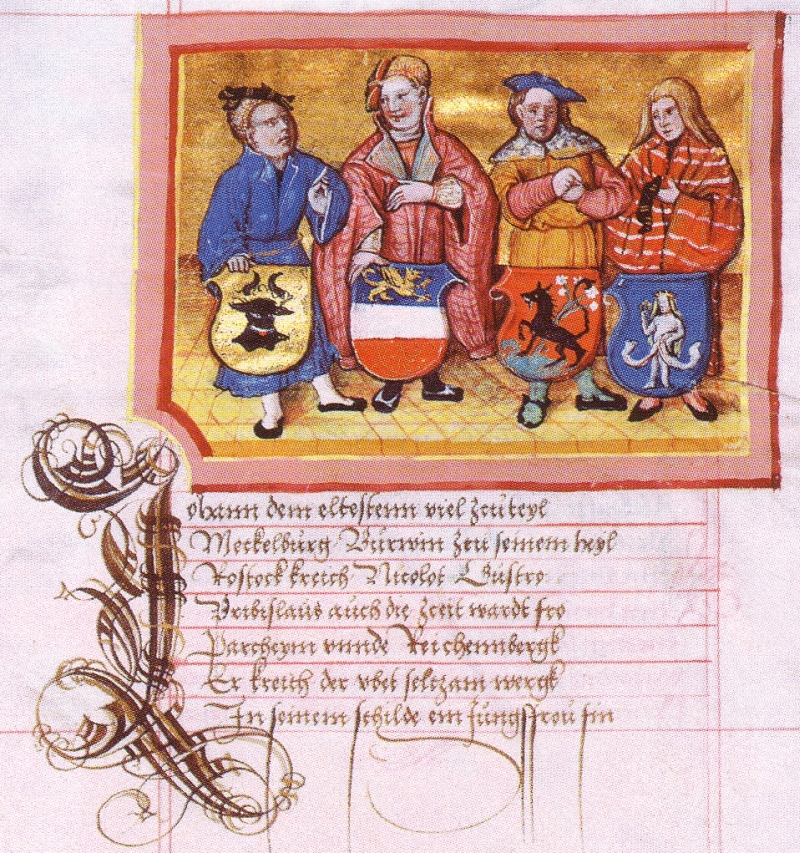
Сыновья Генриха Борвина II: Иоганн, Генрих Борвин III, Николай, Прибыслав

Генрих Борвин III (нем. Heinrich Borwin III.; ок. 1220 — 1 августа 1278) — князь Мекленбург-Ростокский с 1234 года, князь Мекленбурга в 1226—1234 годах совместно с братьями.

Раздел мекленбургских владений между сыновьями Генриха Борвина II (схема)

Второй сын Генриха Борвина II. По причине несовершеннолетия до 1234 года находился под опекой брата — Николая I фон Верль. При разделе отцовских владений получил Росток, Крёпелин, Доберан, Рибнитц, Марлов, Зюльце и Тессин.
В 1236 году в войне с Померанией завоевал часть Цирципании с городами Гнойен и Кален.
После свержения другого своего брата — Прибыслава I получил часть княжества Пархим-Рихенберг (1256).
В 1262—1265 годах разрешил городу Росток присоединить три соседних поселения, что способствовало развитию городского хозяйства.

## Семья
Жена (1236/1237) — София Шведская, дочь шведского короля Эрика X. Сыновья:
- Иоганн (ум. 1266) — с 1262 соправитель отца.
- Вальдемар (ум. 9/10 ноября 1282), в 1266—1278 соправитель отца, в 1278—1282 князь Ростока.